# Regierung Viliam Široký I
Die tschechoslowakische Regierung Viliam Široký I, geführt durch den Ministerpräsidenten Viliam Široký, war im Amt vom 21. März 1953 bis zum 12. Dezember 1954. Sie folgte der Regierung Antonín Zápotocký und wurde abgelöst durch die Regierung Viliam Široký II.

## Regierungsbildung, Programm
Am 21. März 1953 wurde der bisherige Premierminister Zápotocký durch die Nationalversammlung zum Präsidenten gewählt, so dass die Regierung Antonín Zápotocký ersetzt werden musste. Infolgedessen kam es zuerst nur zu einer Ernennung eines neuen Premierministers, ohne dass die Regierungsmitglieder zurücktraten, erst später kam es zu verschiedenen personellen Umbildungen. Nach Karol Bacílek, der bereits im Kabinett von Novotný saß, kommt ein weiterer Vertreter des Sicherheitsapparates in die Regierung – Rudolf Barák. Die politischen Schauprozesse dauern noch an, am 21./24. April 1954 findet der Prozess gegen die sog. "bürgerlichen Nationalisten" mit dem Hauptangeklagten Gustáv Husák statt.
Nach den Parlamentswahlen 1954 im November 1954 folgte die Regierung Viliam Široký II.

## Regierungszusammensetzung
- Viliam Široký – Ministerpräsident (21.3.1953 – 12.12.1954)
- Zdeněk Fierlinger – stellvertretender Ministerpräsident (21.3.1953 – 14.9.1953)
- Václav Kopecký – stellvertretender Ministerpräsident (21.3.1953 – 14.9.1953), ab 14.9.1953 Erster stellvertretender Ministerpräsident
- Jaromír Dolanský – stellvertretender Ministerpräsident (21.3.1953 – 14.9.1953), ab 14.9.1953 Erster stellvertretender Ministerpräsident
- Antonín Novotný – stellvertretender Ministerpräsident (21.3.1953 – 14.9.1953)
- Zdeněk Nejedlý – stellvertretender Ministerpräsident (21.3.1953 – 14.9.1953)
- Karol Bacílek – stellvertretender Ministerpräsident (21.3.1953 – 14.9.1953),  ab 14.9.1953 Erster stellvertretender Ministerpräsident
- Jindřich Uher – stellvertretender Ministerpräsident (21.3.1953 – 12.12.1954)
- Alexej Čepička – stellvertretender Ministerpräsident (21.3.1953 – 14.9.1953), ab 14.9.1953 Erster stellvertretender Ministerpräsident
- Oldřich Beran – stellvertretender Ministerpräsident (24.3.1953 – 14.9.1953)
- Rudolf Barák – stellvertretender Ministerpräsident (24.3.1953 – 14.9.1953)
- Václav David – Außenminister (21.3.1953 – 12.12.1954)
- Alexej Čepička – Verteidigungsminister (21.3.1953 – 12.12.1954)
- Richard Dvořák – Außenhandelsminister (21.3.1953 – 12.12.1954)
- Václav Nosek – Innenminister (21.3.1953 – 14.9.1953)
- Rudolf Barák – Innenminister (14.9.1953 – 12.12.1954)
- Jaroslav Kabeš – Finanzminister (21.3.1953 – 14.9.1953)
- Július Ďuriš – Finanzminister (14.9.1953 – 12.12.1954)
- Ladislav Štoll – Minister für Hochschulen (21.3.1953 – 14.9.1953)
- Ernest Sýkora – Minister für Schulwesen (21.3.1953 – 14.9.1953)
- Ladislav Štoll – Minister für Schulwesen (14.9.1953 – 12.12.1954)
- Štefan Rais – Justizminister (21.3.1953 – 14.9.1953)
- Václav Škoda – Justizminister (14.9.1953 – 12.12.1954)
- Václav Kopecký – Informationsminister (21.3.1953 – 31.1.1953) (Ministerium aufgelöst)
- Karel Poláček – Schwerindustrieminister (21.3.1953 – 12.12.1954)
- Alois Málek – Leichtindustrieminister (21.3.1953 – 12.12.1954)
- Josef Nepomucký – Landwirtschaftsminister (21.3.1953 – 14.9.1953)
- Jindřich Uher – Landwirtschaftsminister (14.9.1953 – 12.12.1954)
- František Krajčír – Binnenhandelsminister (21.3.1953 – 12.12.1954)
- Josef Krosnář – Minister für Aufkauf (21.3.1953 – 12.12.1954)
- Antonín Pospíšil – Verkehrsminister (21.3.1953 – 12.12.1954)
- Alois Neuman – Telekommunikationsminister (21.3.1953 – 12.12.1954)
- Jaroslav Havelka – Arbeits- und Sozialminister (21.3.1953 – 14.9.1953)
- Václav Nosek – Arbeits- und Sozialminister (14.9.1953 – 12.12.1954)
- Josef Plojhar – Gesundheitsminister (21.3.1953 – 12.12.1954)
- Ludmila Jankovcová – Ernährungsministerin (21.3.1953 – 12.12.1954)
- Karol Bacílek – Minister für nationale Sicherheit (21.3.1953 – 14.9.1953)
- Emanuel Šlechta – Bauminister (21.3.1953 – 12.12.1954)
- Jan Harus – Minister für staatliche Kontrolle (21.3.1953 – 14.9.1953)
- Oldřich Beran – Minister für staatliche Kontrolle (14.9.1953 – 12.12.1954)
- Václav Pokorný – Minister für Brennstoffe und Energetik (21.3.1953 – 14.9.1953)
- Josef Jonáš – Minister für Brennstoffe und Energetik (14.9.1953 – 12.12.1954)
- Jan Bílek – Minister für Mellurgie und Erzminen (21.3.1953 – 24.3.1953)
- Josef Reitmajer – Minister für Mellurgie und Erzminen (24.3.1953 – 12.12.1954)
- Josef Jonáš – Maschinenbauminister (21.3.1953 – 14.9.1953)
- Július Ďuriš – Forstwirtschaft- und Holzindustrieminister (21.3.1953 – 14.9.1953)
- Marek Smida – Forstwirtschaft- und Holzindustrieminister (14.9.1953 – 12.12.1954)
- Otakar Šimůnek – Minister für chemische Industrie (21.3.1953 – 22.6.1954)
- Jozef Púčik – Minister für chemische Industrie (22.6.1954 – 12.12.1954)
- Josef Pospíšil – Eisenbahnminister (21.3.1953 – 14.9.1953)
- Jozef Kyselý – Minister für Baustoffe (21.3.1953 – 14.9.1953)
- Marek Smida – Minister für LPG (21.3.1953 – 14.9.1953)
- Bohumil Šrámek – Energetikminister (21.3.1953 – 14.9.1953)
- Jozef Kyselý – Minister für lokale Wirtschaft (14.9.1953 – 12.12.1954)
- Václav Kopecký – Kulturminister (14.9.1953 – 12.12.1954)
- Július Maurer – Minister ohne Aufgabenbereich (21.3.1953 – 12.12.1954)
- Zdeněk Nejedlý – Minister ohne Aufgabenbereich (14.9.1953 – 12.12.1954)
- Jozef Púčik – Minister und Vorsitzender des Staatlichen Büros für Planung (21.3.1953 – 22.6.1954)
- Otakar Šimůnek – Minister und Vorsitzender des Staatlichen Büros für Planung (22.6.1954 – 12.12.1954)

### Parteizugehörigkeit
Die Regierung wurde gebildet durch die Einheitsliste der Nationalen Front, die aus der dominierenden Kommunistischen Partei sowie aus Blockparteien bestand.